# Гороховы (дворянский род)
Гороховы — древние русские дворянские роды. Не были утверждены Герольдией в древнем дворянстве.

## История рода
Гридя Феимьин Горохов владел поместьем в Вотской пятине (1500). Фёдор Горохов владел поместьем в Шелонской пятине (1569). Андрей Горохов владел поместьем в Московском уезде (1615). Григорий и Василий Ивановичи вёрстаны новичными окладами по Мещере (1628). Григорий Григорьевич голова Тобольских и беломестных казаков (1695). О родстве между собой данных персон надёжных сведений.
Астраханец Савин Горохов послан в Бухару (1646). Весьма вероятно, что его сын — Иван Саввинович был дьяком, воевода в Астрахани (1655—1658), думный дьяк (1677—1686), служил в Сибирском приказе (1681), ездил послом в Польшу (1684), владел поместьями в Епифанском и Данковском уездах.
Гороховы Иван и Андрей Ивановичи — стольники (1688—1692), сыновья думного дьяка Ивана Саввиновича, первых из них воевода в Саранске (1698) Двое представителей рода владели населёнными имениями (1699)

## Родовая Ветвь Андрея Горохова
Горохов Афанасий Антонович родился в Смоленское (Орловская область), в 1914—1917 годах командовал батальоном, который в составе Псковского 11-го пехотного полка, воевал в первой мировой войне. 
Наследники этого рода живут по прежнему в Тульской области и Московской области.

## Другие родовые ветви
Ряд дворян Гороховых в XIX веке проживали в Санкт-Петербурге, в том числе Горохов Алексей Иванович (1806/7-1878), отставной квартирмейстер Кавалергардского полка.